# Michigan City (Indiana)
Michigan City è una città degli Stati Uniti d'America situata nella Contea di LaPorte, nello Stato dell'Indiana.
La popolazione era di 31.150 abitanti nel censimento del 2013. 
Nel 1923 vi nacque l'attrice Anne Baxter, vincitrice di un premio Oscar.